# Composition E 10/58
Composition E 10/58 (en francés: "Composition E 10/58") es un óleo sobre lienzo de Michel Stoffel, realizada en 1958.   

## Descripción
La pintura es un óleo sobre lienzo con unas dimensiones de 113.3 x 144.7 centímetros. Es en la colección de la Museo Nacional de Historia y Arte en Luxemburgo. 

## Análisis
Esta pintura muestra un ejemplo del movimiento de Luxemburgo Iconomaques. Michel Stoffel fue un expresionista durante la década de 1940, pero en 1950 se convirtió en uno de los primeros pintores abstractos en Luxemburgo. Él era un miembro original del grupo "Iconomaques" que se alejó de la figuración con el fin de promover el arte abstracto. Había Luxemburgo Iconomaques exposiciones en Luxemburgo en 1954 y 1959.

## Europeana 280
En abril de 2016, la pintura Composition E 10/58 fue seleccionada como una de las diez más grandes obras artísticas de Luxemburgo por el proyecto Europeana.